# BMW 3/20
Der BMW 3/20 war die Weiterentwicklung des Modells BMW 3/15 PS des deutschen Fahrzeugherstellers BMW. Es wurde zwischen 1932 und 1934 in Eisenach gefertigt.

## Geschichte
1932 ließ BMW den Lizenzvertrag mit Austin für den BMW 3/15 PS am 1. März 1932 wenige Wochen vor Einführung des eigenen 3/20 AM 1 auslaufen – man hatte schon 1931 mit der ersten Eigenentwicklung eines Kleinwagens in München begonnen.

### Entwicklung
Der in Eisenach gebaute Kleinwagen war durch ein neues Fahrwerk mit 25 cm längerem Radstand und den um ein Drittel leistungsgesteigertem Motor zeitgemäß größer und komfortabler geworden. Die Karosserie wurde auf Vermittlung des Daimler-Benz-Vorstandsvorsitzenden Wilhelm Kissel, der ab dem 19. März 1932 auch im Aufsichtsrat von BMW saß, im Werk Sindelfingen produziert und von BMW zugekauft. Diese Zusammenarbeit führte dazu, dass BMW-Automobile in den Vertretungen der Daimler-Benz AG verkauft wurden.

### Vermarktung
Der Preis der Limousine betrug zu Beginn der Bauzeit 2825 RM; im Februar 1933 waren es nur noch 2650 RM. In der Preisliste vom Januar 1934 war mit unveränderten Preisen nur noch die Limousine mit und ohne Rolldach aufgeführt.
Nach 7215 Einheiten beendete BMW die Produktion im Jahr 1934. Trotz des wirtschaftlichen Erfolgs gab es keinen Nachfolger gleicher Größe; BMW verfolgte ab 1936 nach zweijähriger Bauzeit des BMW 309 – ein BMW 303 mit dem Vierzylindermotor des BMW 3/20 – ausschließlich die Produktion der modernen und leistungsstarken Fahrzeuge mit Sechszylindermotoren weiter.

## Technik

### Motor und Getriebe

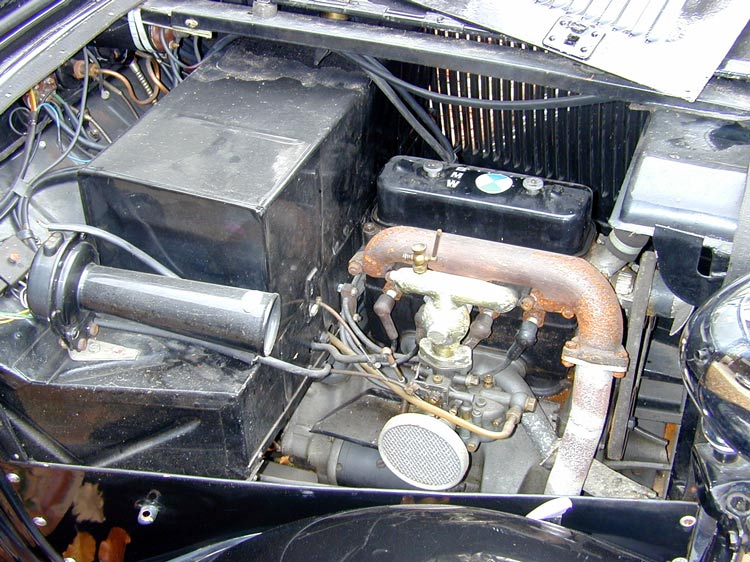
Motorraum eines AM 4

Der BMW 3/20 wurde von einem wassergekühlten Vierzylindermotor mit 782 cm³ Hubraum und 20 PS (15 kW) angetrieben. Anders als die Konstruktion von Austin im BMW 3/15 hatte der neue Motor hängende Ventile (im Zylinderkopf), der Hubraum wuchs durch einen um 4 Millimeter größeren Hub von 749 cm³ auf 782 cm³. Erstmals bei BMW wälzte eine Wasserpumpe das Kühlwasser um.
Das unsynchronisierte Dreigang-Getriebe der Typen AM 1 und AM 3 löste im AM 4 ein Viergang-Getriebe ab.

### Karosserie und Fahrgestell
Die zweitürige Karosserie, die von der Daimler-Benz AG zugekauft wurde, bestand wie beim Vorgänger komplett aus Stahl. Die mit dem Zentraltiefrahmen verschraubte Bodengruppe trug zur Stabilität des Fahrgestells bei.
Die Hinterachse war modern als aufwändige Pendelachse ausgeführt, die allerdings nicht überzeugen konnte. Zwei Querblattfederpakete führten und federten die Hinterräder. BMW kehrte nach dieser Konstruktion schon beim Nachfolgemodell und allen weiteren Personenwagen zur Starrachse zurück. Erst der BMW 600 von 1957 brachte die Abkehr von der Starrachse.
Ein einzelnes Querblattfederpaket führte die Vorderräder, zusätzliche Schubstreben stützen in Längsrichtung ab.
Die Trommelbremsen an allen vier Rädern wurden mechanisch betätigt.

## Ausführungen
BMW verwendete die Bezeichnungen AM 1, AM 3 und AM 4 nur in Ersatzteillisten und Dokumentationen. In kundenbezogenen Dokumenten wie Werbebroschüren, Anzeigen und Handbüchern erschienen unabhängig vom Baujahr und der Bauserie nur die Bezeichnungen BMW-Wagen 3/20 PS oder 0,8 Ltr./20 PS.

### Bauserien
- AM 1: März 1932 bis Dezember 1932[12]
- AM 3: November 1932 bis Mai 1933[13]
- AM 4: Februar 1933 – März 1934[7]

### Karosserievarianten

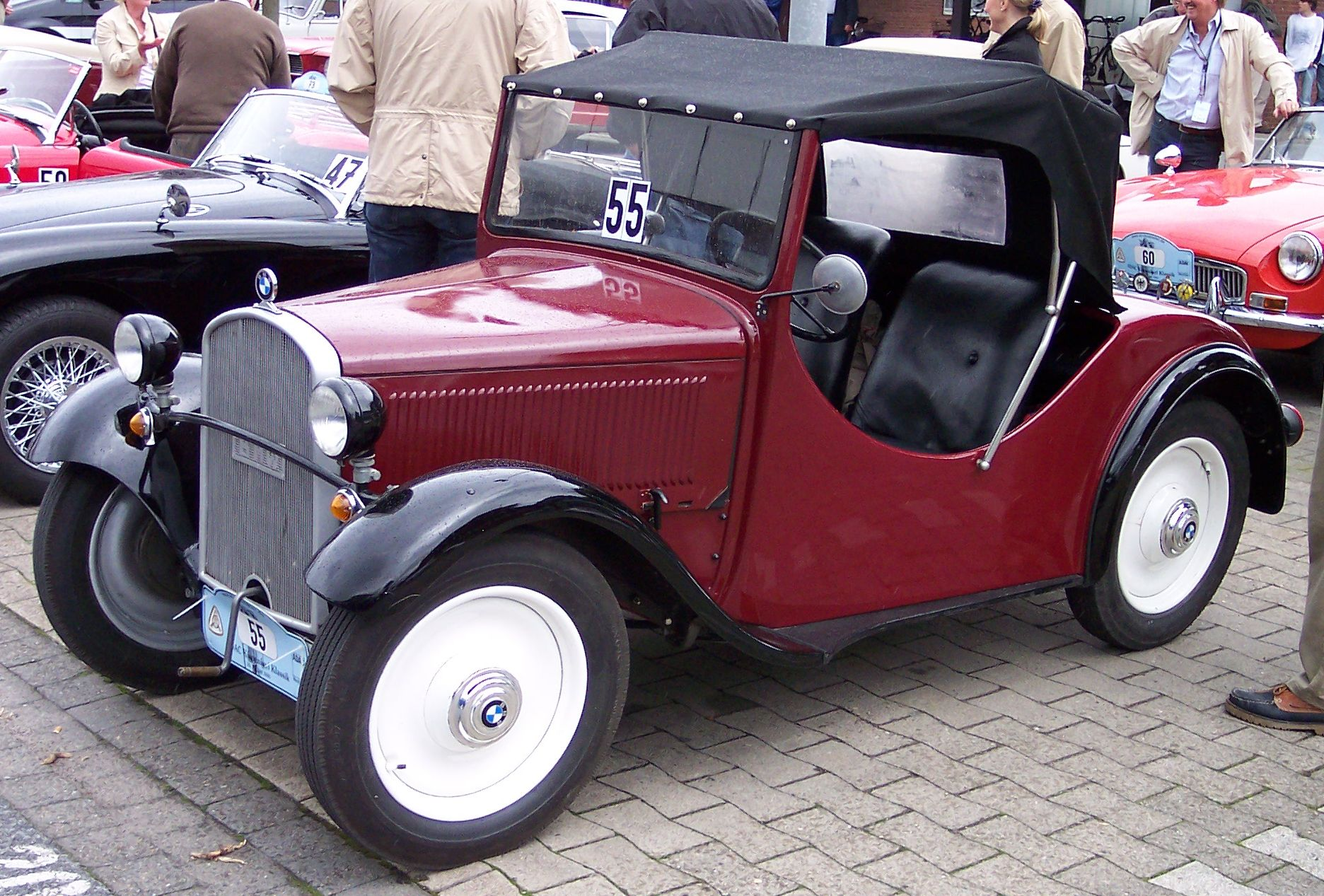
AM 4 als offener Zweisitzer

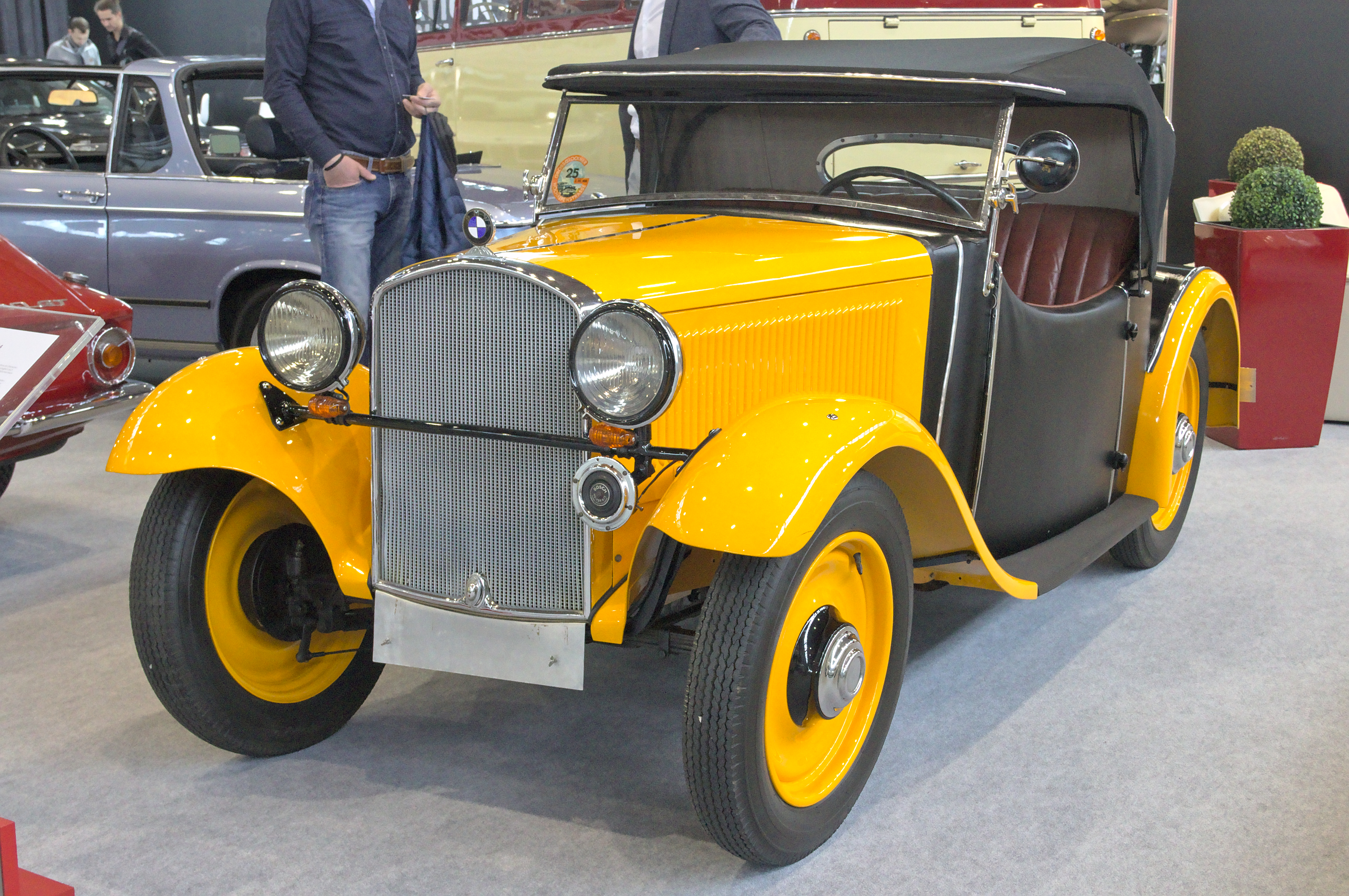
AM 4 als zweitüriges Cabriolet

Ab Werk entstanden von den Typen AM 1, AM 3 und AM 4:
- 5055 Limousinen
- 800 Rolldach-Limousinen
- 53 Lieferwagen
- 252 offene Viersitzer
- 405 offene Zweisitzer
- 11 Sportcabriolets
- 471 zweitürige Cabriolets
- 168 Fahrgestelle für Sonderaufbauten

| Produktionszahlen | Jahr | 1932  | 1933  | 1934 | Summe |
| ----------------- | ---- | ----- | ----- | ---- | ----- |
| BMW 3/20          |      | 2.406 | 4.453 | 356  | 7.215 |

Die Sonderaufbauten entstanden meist als offene Karosserien; so zum Beispiel bei Reutter in Stuttgart, Ludwig Weinberger in München und den Karosseriewerken Weinsberg in Weinsberg.